# Mitostoma fabianae
Mitostoma fabianae is een hooiwagen uit de familie aardhooiwagens (Nemastomatidae).